# Zilma
Die Zilma (russisch Цильма) ist ein linker Nebenfluss der Petschora in der Republik Komi und in der Oblast Archangelsk in Nordwestrussland.
Die Zilma entspringt am Timanrücken. Sie fließt in überwiegend östlicher Richtung und nimmt dabei ihre wichtigsten Nebenflüsse, Kosma und Tobysch, von links auf. Sie mündet schließlich nach 374 km in die Petschora. Die Zilma entwässert ein Gebiet von 21.500 km². Sie wird zwischen November und April von einer Eisschicht bedeckt. Sie wird hauptsächlich von der Schneeschmelze gespeist. Der mittlere Abfluss (MQ) 54 km oberhalb der Mündung beträgt 228 m³/s.